# Pradeep Sanjaya Uggl Dena Pathirannehelag
Uggal Dena Pathiranalage Pradeep Sanjaya (* 29. April 1986) ist ein sri-lankischer Leichtathlet im Behindertensport. Er tritt in der Klassifizierungsgruppe T46 an.

## Karriere
Pathirana verletzte sich 2008 während seines Armeedienstes bei einer Artillerieexplosion schwer an der linken Hand und am linken Arm, die seitdem beide nur noch sehr eingeschränkt nutzbar sind. Zwei Jahre später begann er mit dem Behindertensport und konnte bereits kurz darauf mit der Goldmedaille bei den Para-Asienspielen über 400 Meter seinen ersten großen Triumph feiern.
Bei den Paralympischen Sommerspielen 2012 in London vertrat er sein Land nur vier Jahre nach seinem Unfall. Während er im 200-Meter-Lauf das Finale verpasste, sicherte er sich über 400 Meter den dritten Platz und holte so die erste paralympische Medaille für Sri Lanka überhaupt. Diesen Erfolg konnte er bei den Leichtathletik-Weltmeisterschaften der Behinderten 2013 in Lyon wiederholen, als er erneut die Bronzemedaille im 400-Meter-Lauf gewann. Über 200 Meter scheiterte er jedoch im Halbfinale, mit der 4-mal-100-Meter-Staffel (T42–T46) belegte er am Ende den 6. Platz.
| Personendaten    | Personendaten                                   |
| ---------------- | ----------------------------------------------- |
| NAME             | Uggl Dena Pathirannehelag, Pradeep Sanjaya      |
| KURZBESCHREIBUNG | sri-lankischer Leichtathlet im Behindertensport |
| GEBURTSDATUM     | 29. April 1986                                  |